# Provas de Amor
"Provas de Amor" é o décimo oitavo single dos Titãs, lançado em 2004. A faixa foi parte da trilha sonora da telenovela de 2004 da Rede Globo Como uma Onda. Escrita e composta pelo vocalista e guitarrista Paulo Miklos, ela questiona a existência do amor.
O clipe, dirigido por Oscar Rodrigues Alves, traz a banda tocando na Estação Cardeal Arcoverde do metrô do Rio de Janeiro enquanto certos aspectos psicológicos dos passageiros são desvendados. Ele estreou na MTV Brasil em 30 de junho de 2004.

## Lista de faixas
| N.º | Título           | Música       | Duração |  |
| 1.  | "Provas de Amor" | Paulo Miklos | 3:22    |  |

## Prêmios e indicações
| Ano  | Prêmio                 | Categoria            | Resultado |
| ---- | ---------------------- | -------------------- | --------- |
| 2004 | MTV Video Music Brasil | Escolha da Audiência | Indicado  |